# Kingsman: Tajne służby
Kingsman: Tajne służby (oryg. Kingsman: The Secret Service) – brytyjsko-amerykański szpiegowski film akcji z 2014 roku na podstawie serii komiksów o fikcyjnej organizacji o tej samej nazwie wydawnictwa Icon Comics. Za reżyserię filmu odpowiadał Matthew Vaughn na podstawie scenariusza, napisanego wspólnie z Jane Goldman. W rolach głównych wystąpili: Colin Firth, Samuel L. Jackson, Mark Strong, Taron Egerton i Michael Caine.
Film opowiada o szkoleniu i początkach kariery Gary’ego „Eggsy’ego” Unwina w tajnej organizacji szpiegowskiej. Eggsy dołącza do misji, by stawić czoła globalnemu zagrożeniu ze strony Richmonda Valentine’a, bogacza, który chce przeciwdziałać zmianom klimatycznym, mordując większość ludzkości.
Światowa premiera Tajnych służb miała miejsce 13 grudnia 2014 roku podczas Festiwalu Filmowego Butt-Numb-A-Thon w Stanach Zjednoczonych. W Polsce film zadebiutował 13 lutego 2015 roku. Tajne służby przy budżecie 81 milionów dolarów zarobiły ponad 414 milionów i otrzymały przeważnie pozytywne oceny od krytyków. Kontynuacja Tajnych służb, Kingsman: Złoty krąg miała premierę w 2017 roku. W 2021 roku premierę miał prequel serii, King’s Man: Pierwsza misja.

## Streszczenie fabuły
W 1997 roku podczas misji na Bliskim Wschodzie tajny agent Lee Unwin poświęca swoje życie, by ochronić swojego przełożonego, Harry’ego Harta, przed eksplozją. Hart, obwiniając się o śmierć Lee, powraca do Londynu, gdzie wręcza wdowie po Unwinie, Michelle, i jej młodemu synowi Gary’emu „Eggsy’emu” medal z wygrawerowanym numerem pomocy w nagłych wypadkach i informuje go o specjalnym zdaniu–haśle.
Siedemnaście lat później Eggsy wyrósł na typowego chava, który porzucił szkolenie w Royal Marines pomimo swojej inteligencji, talentu gimnastycznego i umiejętności parkouru. Po aresztowaniu za kradzież i rozbicie samochodu Eggsy dzwoni pod numer na medalu i recytuje zdanie „oxfordy nie brogsy”. Hart organizuje jego uwolnienie i wyjaśnia, że jest członkiem Kingsman, prywatnej służby wywiadowczej założonej przez brytyjską elitę, a nazwa organizacji pochodzi od sklepu krawieckiego, którego teraz używają jako przykrywki dla swoich baz. Hart, który posługuje się pseudonimem „Galahad”, wyjaśnia mu, że zwolniło się stanowisko agenta, ponieważ „Lancelot” został zabity przez zabójczynię Gazelle podczas próby ratowania profesora Jamesa Arnolda przed porywaczami. Eggsy zgadza się zostać kandydatem Harta.
Merlin, agent Kingsman zapewniający wsparcie techniczne, odkrywa, że profesor Arnold pracuje tak, jakby nic się nie stało. Hart próbuje go przesłuchać w Imperial College London, ale mikrochip umieszczony w szyi profesora Arnolda eksploduje i zabija go. Służby Kingsman odkrywają, że sygnał detonacji jest powiązany z budynkiem należącym do pracodawcy Gazelle, Richmonda Valentine’a, miliardera i filantropa, który zaoferował wszystkim na świecie karty SIM, które zapewniają bezpłatną łączność komórkową i internetową. Hart, udający miliardera i filantropa, spotyka się z Valentinem.
Kandydaci na agentów są kolejno eliminowani przez różne niebezpieczne testy prowadzone przez Merlina. Zostają tylko Eggsy i Roxy, z którą chłopak się zaprzyjaźnia. Eggsy odmawia ukończenia ostatniego zadania polegającego na zastrzeleniu mopsa, którego wychował podczas procesu szkolenia, w czego następstwie to Roxy zostaje nowym agentem – „Lancelotem”. Eggsy wraca do domu wynajętą taksówką. Po powrocie rzuca swój garnitur na ziemię i próbuje rozwiązać niedokończone sprawy i odegrać się na Deanie. Przed pubem Dean i jego gang siedzą na ławkach, a Eggsy odgraża się walką z Deanem. Jednakże okno taksówki automatycznie zamyka się i zawozi Eggsy’ego do Harta. Tam agent informuje go, że pistolet, z którego miał strzelić do psa, był nienaładowany. Po krótkiej kłótni Hart przypomina Eggsy’emu, że wszystko, co zrobił dla niego, było oznaką wdzięczności za służbę jego ojca. Następnie rekrutuje Eggsy’ego z powrotem do Kingsman.
Hart odkrywa powiązania Valentine’a z grupą nienawiści w kościele w Kentucky i udaje się tam w okularach z nadajnikiem wideo. Podczas gdy Eggsy ogląda materiał na żywo na laptopie, Valentine aktywuje karty SIM u osób w kościele, uruchamiając sygnał, który powoduje, że parafianie i sam Hart próbują się pozabijać. Dzięki szkoleniu szpiegowskiemu Hartowi jako jedynemu udaje się przetrwać walkę. Przed kościołem Valentine spotyka się z Hartem, wyjaśnia mu, co się wydarzyło i strzela mu w twarz. Zszokowany Eggsy udaje się do siedziby Kingsman, gdzie zauważa, że Chester King ps. „Arthur” – przywódca Kingsman – ma bliznę na szyi podobną do tej, którą miał profesor Arnold. King ujawnia, że Valentine planuje aktywować karty SIM na całym świecie za pośrednictwem sieci satelitarnej, wierząc, że zabicie większości ludzi zapobiegnie jej wyginięciu w wyniku globalnego ocieplenia i tylko ci wybrani przez Valentine’a pozostaną przy życiu. Zaprasza Eggsy’ego do bycia częścią „nowego świata”. Ten jednak odrzuca ofertę i pozostaje lojalny wobec Harta. King próbuje zabić Eggsy’ego zatrutym drinkiem, ale chłopak go rozprasza i zamienia szklanki, wskutek czego Arthur wypija truciznę. Eggsy rozcina jego bliznę i zabiera mikrochip.
Eggsy, Merlin i Roxy postanawiają powstrzymać Valentine’a. Roxy używa balonów na dużej wysokości, aby zniszczyć jednego z satelitów, co ma przerwać sieć, jednak Valentine ma plan awaryjny. Merlin zabiera Eggsy’ego do bazy Valentine’a, gdzie chłopak dostaje się incognito. Eggsy zostaje jednak zdemaskowany przez byłego kandydata na Kingsmana, Charliego Hesketha. Merlin aktywuje zabezpieczenie wszczepionych chipów, zabijając prawie wszystkich, którzy mieli go zainstalowanego. Ich głowy zaczynają eksplodować, co pozwala Eggsy’emu uciec przed strażnikami. Valentine aktywuje sygnał, wywołując ogólnoświatowe pandemonium. Eggsy pokonuje Gazelle, a następnie używa jednej z jej zaostrzonych protez nogi, aby zabić Valentine’a, zatrzymując w ten sposób sygnał i powstrzymując zagrożenie. Następnie udaje się na umówiony seks do szwedzkiej księżniczki Tilde, którą uprowadził Valentine.
W scenie pomiędzy napisami Eggsy, który został nowym „Galahadem”, oferuje swojej matce i przyrodniej siostrze nowy dom z dala od agresywnego ojczyma.

## Obsada
- Colin Firth jako Harry Hart / Galahad, agent Kingsman, mentor Eggsy’ego[3][4].
- Samuel L. Jackson jako Richmond Valentine, miliarder i filantrop, który zaniepokojony jest zmianami klimatu i dochodzi do wniosku, że najlepszym rozwiązaniem jest wyeliminowanie większości ludzkości[3][4].
- Mark Strong jako Hamish Mycroft / Merlin, agent Kingsman zapewniający wsparcie techniczne i nadzorujący proces testowania nowych agentów[5][4].
- Taron Egerton jako Gary „Eggsy” Unwin, syn Michelle oraz Lee Unwinów, typowy chav, który zostaje kandydatem na agenta Kingsman zaproponowanym przez Galahada[3]. Alex Nikolov gra Eggsy’ego jako dziecko[4].
- Michael Caine jako Chester King / Arthur, lider Kingsman[6][3][4].
- Sophie Cookson jako Roxanne „Roxy” Morton, kandydatka na Kingsmana, która zostaje nowym Lancelotem[7][3]
- Sofia Boutella jako Gazelle, pomocniczka Valentine’a, która porusza się na protezach[3]

W filmie wystąpili również: Jack Davenport jako Lancelot, agent Kingsman, który uczestniczył w misji, w której zginął ojciec Eggsy’ego; Mark Hamill jako James Arnold, profesor Imperial College London i ekspert od spraw zmian klimatu; Samantha Womack jako Michelle Unwin, matka Eggsy’ego; Geoff Bell jako Dean, jego ojczym; Jonno Davies jako Lee Unwin, ojciec Eggsy’ego, który zginął ratując Harta; Tobias Bakare i Theo Barklem-Biggs jako Jamal i Ryan, przyjaciele Eggsy’ego; Edward Holcroft jako Charlie Hesketh, kandydat Arthura na Kingsmana oraz Tom Prior jako Hugo Higins, Jack Cutmore-Scott jako Rufus Saville, Nicholas Banks jako Digby Barker, Nicholas Agnew jako Nathaniel i Rowan Polonski jako Piers, kandydaci na Kingsmanów.

## Produkcja

### Rozwój projektu

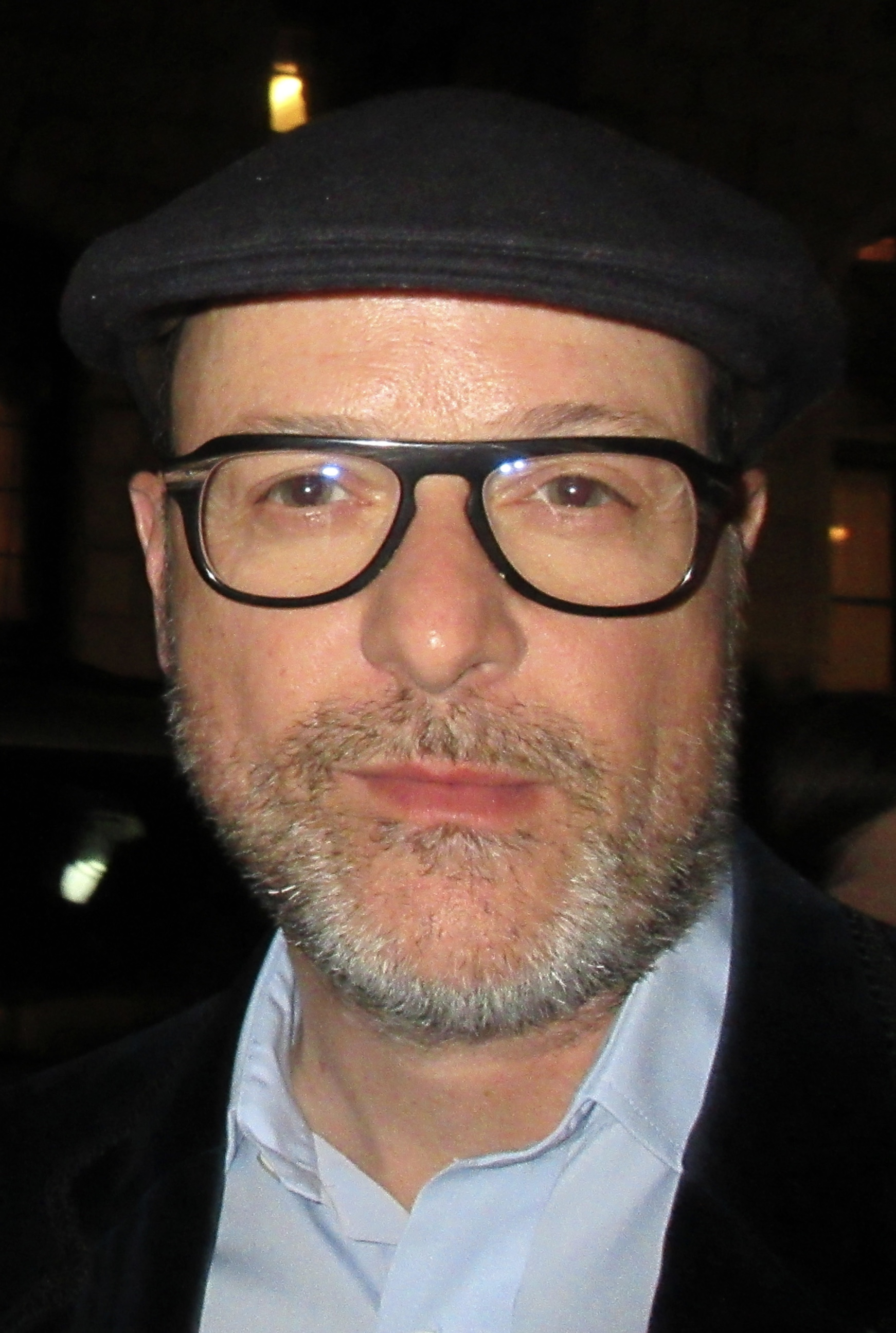
Reżyser i współscenarzysta filmu, Matthew Vaughn

Pomysł na Kingsman zrodził się podczas rozmowy Marka Millara i Matthew Vaughna na temat filmów szpiegowskich podczas pracy nad filmem Kick-Ass; obaj uznali, że gatunek jest traktowany zbyt poważnie. W październiku 2011 roku Millar i Dave Gibbons wyjawili, że pracują nad nowym komiksem The Secret Service. Poinformowano wtedy, że Vaughn jest współtwórcą pomysłu oraz posiada wyłączne prawa do jego adaptacji filmowej, która jest na wczesnym etapie rozwoju. Początkowo Vaughn miał zająć się filmem The Secret Service zaraz po zakończeniu prac nad X-Men: Przeszłość, która nadejdzie. Ostatecznie zrezygnował z prac nad filmem o X-Menach w październiku 2012 roku. Reżyser sam później przyznał, że nie było to łatwą decyzją, jednak obawiał się, że ktoś go wyprzedzi i nakręci przed nim zabawny film szpiegowski.
Vaughn napisał scenariusz wspólnie z Jane Goldman. W marcu 2013 roku poinformowano, że 20th Century Fox zajmie się dystrybucją filmu. Zabiegało o to również Universal Pictures. Data amerykańskiej premiery została wyznaczona na 14 listopada 2014 roku. W listopadzie przesunięto ją na 6 marca 2015 roku. W marcu 2014 roku ponownie zmieniono datę, tym razem na 24 października 2014 roku. W sierpniu wyznaczono ostateczną datę amerykańskiej premiery na 13 lutego 2015 roku. Film został wyprodukowany przez należące do Vaughna Marv Films przy współpracy z Cloudy Productions i TSG Entertainment. Vaughn został również jednym z producentów filmu, obok Davida Reida i Adama Bohlinga.

### Casting
W lutym 2012 roku Matthew Vaughn poinformował, że w filmie zagra Mark Hamill, jednak reżyser zaznaczył, że nie będzie to główna rola. W kwietniu 2013 roku poinformowano, że Colin Firth prowadzi rozmowy dotyczące jednej z głównych ról w filmie. W czerwcu pojawiły się doniesienia, że Leonardo DiCaprio negocjuje rolę złoczyńcy. Potwierdzono wtedy również angaż Firtha. Ostatecznie Vaughn wyjawił w 2015 roku, że doniesienia dotyczące DiCaprio były nieprawdziwe.
W lipcu do obsady dołączyli Michael Caine i Taron Egerton w roli młodego szpiega. Aaron Taylor-Johnson, Jack O’Connell i John Boyega rozważani byli do tej roli. Pojawiła się również informacja, że reżyser chciałby obsadzić w filmie Emmę Watson lub Bellę Heathcote. We wrześniu, ostatecznie rolę tę otrzymała Sophie Cookson. W sierpniu Samuel L. Jackson został zaangażowany do roli głównego złoczyńcy. Pojawiły się też doniesienia, że Tom Cruise był brany pod uwagę. W październiku poinformowano, że Sofia Boutella zagra w filmie czarny charakter.
Pojawiły się również doniesienia, że Lady Gaga, Adele, Taylor Swift, David Beckham i Elton John pojawią się w rolach cameo, jednak okazały się one fałszywe.

### Zdjęcia i postprodukcja
Zdjęcia do filmu rozpoczęły się w październiku 2013 roku w Deepcut, w hrabstwie Surrey, gdzie zrealizowano zdjęcia w St. Barbara’s Church. Alexandra and Ainsworth Estate w Camden posłużyło w filmie jako osiedle, na którym mieszkał Eggsy. Film kręcono również w Warner Bros. Studios w Leavesden pod Londynem. Prace na planie zakończyły się pod koniec stycznia 2014 roku. Za zdjęcia odpowiadał George Richmond, scenografią zajął się Paul Kirby, a kostiumy zaprojektowała Arianne Phillips.
Montażem zajęli się Eddie Hamilton i Jon Harris. Efekty specjalne przygotowały studia: Prime Focus World, Nvizible, Jellyfish Pictures, Panton Creative, Doc & A Soc, Peerless i BUF Compagnie, a odpowiadali za nie Steve Begg i Steve Warner.

## Muzyka
W maju 2014 roku poinformowano, że Henry Jackman i Matthew Margeson skomponują muzykę do filmu. Album, Kingsman: The Secret Service (Original Motion Picture Score), został wydany 13 lutego 2015 roku przez La-La Land Records.
W filmie ponadto wykorzystano utwory: „Money for Nothing” (Dire Straits), „Bonkers” (Dizzee Rascal), „Feel the Love” (Rudimental i John Newman), „Free Bird” (Lynyrd Skynyrd), „Give It Up” (KC & The Sunshine Band), „Slave to Love” (Bryan Ferry), „Get Ready for It” (Take That), „Pomp & Circumstance” (Edward Elgar) i „Heavy Crown” (Iggy Azalea i Ellie Goulding).
| Kingsman: The Secret Service (Original Motion Picture Score) – 2015 | Kingsman: The Secret Service (Original Motion Picture Score) – 2015 | Kingsman: The Secret Service (Original Motion Picture Score) – 2015 | Kingsman: The Secret Service (Original Motion Picture Score) – 2015 |
| Nr                                                                  | Tytuł utworu                                                        | Autor                                                               | Długość                                                             |
| ------------------------------------------------------------------- | ------------------------------------------------------------------- | ------------------------------------------------------------------- | ------------------------------------------------------------------- |
| 1.                                                                  | „Manners Maketh Man”                                                | H. Jackman, M. Margeson                                             | 1:38                                                                |
| 2.                                                                  | „The Medallion”                                                     | H. Jackman, M. Margeson                                             | 2:14                                                                |
| 3.                                                                  | „Valentine”                                                         | H. Jackman, M. Margeson                                             | 2:25                                                                |
| 4.                                                                  | „To Become a Kingsman”                                              | H. Jackman, M. Margeson                                             | 4:19                                                                |
| 5.                                                                  | „Pick a Puppy”                                                      | H. Jackman, M. Margeson                                             | 2:13                                                                |
| 6.                                                                  | „Drinks with Valentine”                                             | H. Jackman, M. Margeson                                             | 2:40                                                                |
| 7.                                                                  | „Skydiving”                                                         | H. Jackman, M. Margeson                                             | 3:37                                                                |
| 8.                                                                  | „Shame We Had to Grow Up”                                           | H. Jackman, M. Margeson                                             | 1:56                                                                |
| 9.                                                                  | „Kentucky Christians”                                               | H. Jackman, M. Margeson                                             | 2:37                                                                |
| 10.                                                                 | „Curious Scars and Implants”                                        | H. Jackman, M. Margeson                                             | 3:09                                                                |
| 11.                                                                 | „Toast to a Kingsman”                                               | H. Jackman, M. Margeson                                             | 1:56                                                                |
| 12.                                                                 | „An 1815 Napoleonic Brandy”                                         | H. Jackman, M. Margeson                                             | 4:23                                                                |
| 13.                                                                 | „Eat, Drink, and Paaaaarty”                                         | H. Jackman, M. Margeson                                             | 1:54                                                                |
| 14.                                                                 | „Calculated Infiltration”                                           | H. Jackman, M. Margeson                                             | 7:54                                                                |
| 15.                                                                 | „Out of Options”                                                    | H. Jackman, M. Margeson                                             | 1:48                                                                |
| 16.                                                                 | „Hand on the Machine”                                               | H. Jackman, M. Margeson                                             | 2:22                                                                |
| 17.                                                                 | „Finale”                                                            | H. Jackman, M. Margeson                                             | 3:56                                                                |
| 18.                                                                 | „Original Valentine Ideas (Demo Suite)”                             | H. Jackman, M. Margeson                                             | 6:25                                                                |
|                                                                     |                                                                     |                                                                     | 57:26                                                               |

## Wydanie
Światowa premiera filmu Kingsman: Tajne służby odbyła się 13 grudnia 2014 roku podczas Festiwalu Filmowego Butt-Numb-A-Thon w Stanach Zjednoczonych. 14 stycznia 2015 roku miała miejsce europejska premiera w Londynie, podczas której pojawiła się obsada i produkcja filmu oraz zaproszeni specjalni goście.
Dla szerszej publiczności film zadebiutował 30 stycznia 2015 roku w Wielkiej Brytanii i Szwecji. 5 lutego pojawił się w Australii i Nowej Zelandii. Od 11 lutego pojawił się w Korei Południowej, a 12 lutego w Rosji, Singapurze, Holandii, Izraelu i Zjednoczonych Emiratach Arabskich. 13 lutego zadebiutował w Stanach Zjednoczonych, Kanadzie, Południowej Afryce, Rumunii i w Polsce. Do końca lutego pojawił się we Francji, Belgii i Tajwanie, Portugalii, Hiszpanii, Meksyku, Indiach i we Włoszech. 5 marca zadebiutował w Brazylii, 12 i 13 marca w Niemczech, Austrii i Turcji. W Chinach dostępny był od 27 marca, a w Japonii od 11 września.
Początkowo amerykańska data premiery zapowiedziana została na 14 listopada 2014 roku, później przesunięto ją jeszcze trzykrotnie: na 6 marca 2015, 24 października 2014 i ostatecznie na 13 lutego 2015 roku.
Film został wydany cyfrowo 15 maja 2015 roku w Stanach Zjednoczonych, a 9 czerwca na nośnikach DVD i Blu-ray przez 20th Century Fox Home Entertainment. W Polsce został on wydany 10 czerwca tego samego roku przez Imperial CinePix.

## Odbiór

### Box office
Film, przy budżecie wynoszącym 81 milionów dolarów, zarobił w weekend otwarcia prawie 7 milionów dolarów w Wielkiej Brytanii i Szwecji. Podczas weekendu otwarcia w Stanach Zjednoczonych i Kanadzie przychód z kin wyniósł 36 milionów dolarów. W sumie na świecie Tajne służby zarobiły ponad 414 milionów, z czego prawie 760 tysięcy w Polsce.

### Krytyka w mediach
Film spotkał się z pozytywną reakcją krytyków. W serwisie Rotten Tomatoes 75% z 264 recenzji uznano za pozytywne, a średnia ocen wystawionych na ich podstawie wyniosła 6,8/10. Na portalu Metacritic średnia ważona ocen z 50 recenzji wyniosła 60 punktów na 100. Natomiast według serwisu CinemaScore, zajmującego się mierzeniem atrakcyjności filmów w Stanach Zjednoczonych, publiczność przyznała mu ocenę B+ w skali od F do A+.
Peter Travers z „Rolling Stone” stwierdził, że „ten postrzelony film akcji o brytyjskich tajnych agentach jest szalenie wstrząsający […] Nawet gdy traci sens, Kingsman jest zabawą nie do powstrzymania”. Chris Hewitt z „Empire Magazine” ocenił, że jest to „być może najbardziej ryzykowny film od lat, list miłosny Vaughna do filmów szpiegowskich może być miejscami nierówny, ale jest bardzo brutalny i wystarczająco zabawny, aby przezwyciężyć wady”. Peter Debruge z „Variety” napisał, że „dla tych, którzy uważają, że James Bond stał się trochę zbyt poważny na starość, Kingsman: Tajne służby przywraca brak szacunku do brytyjskiego gatunku szpiegowskiego, oferując młodszą, uliczną odmianę formuły 007, jednocześnie radośnie kładąc nacisk na ulubione elementy publiczności – krawiecki gust, zabójcze zabawki i zwariowani superzłoczyńcy”. Manohla Dargis z „The New York Times” zauważa, że „Vaughna nie interesuje zrozumienie przemocy jako narzędzia filmowego. Nie używa przemocy tylko ją roztrwania”. Stwierdza też, że „jego prawdziwym talentem jest dostarczanie ekstremalnej przemocy ze wzruszeniem ramion i uśmiechem”.
Michał Walkiewicz z portalu Filmweb napisał, że „Kingsman: Tajne służby to film doskonały w swojej klasie: pastisz, który każdy reżyser blockbusterów z ambicjami chciałby mieć w swoim dorobku; obraz, który każdy fan brytyjskiej autoironii zawsze chciał obejrzeć; wreszcie, świadectwo potrójnego dystansu – do kina, siebie i widzów – za które Vaughnowi należą się kredyt zaufania i wywrotka pieniędzy”. Darek Kuźma z portalu Onet.pl ocenił, że „będąc jednocześnie parodią, pastiszem i filmowym listem miłosnym do klasycznego kina szpiegowskiego, Kingsman: Tajne służby doskonale łączy, co rzadkie w dzisiejszych czasach. Blockbusterową energię, inteligentną grę konwencjami oraz popkulturową uciechę w najlepszym możliwym wydaniu. Matthew Vaughn, jeden z największych obecnie reżyserów-ryzykantów na obszarze kina rozrywkowego, potwierdza, że zawsze można na niego liczyć”. Kalina Mróz z „Gazety Wyborczej” stwierdziła, że „Reżyser wrzucił do jednego worka kobietę z szablami zamiast stóp (Planet Terror), eleganckich agentów posługujących się wymyślnymi gadżetami (Bond) i komiksową historię dzieciaka chcącego zostać superbohaterem. A wszystko to okrasił masą aluzji do angielskiej historii i obyczajowości. Wyszedł mu film niezwykle dowcipny, choć nieco przydługi”. Bartosz Tomaszewski z Movies Room ocenił, że „Kingsman: Tajne Służby to nie tylko wygłupy na ekranie. Jednym z najjaśniejszych punktów tej świetnej produkcji jest obsada. W jej skład wchodzi śmietanka brytyjskich aktorów (...) Świetny w roli komicznie sepleniącego arcyłotra jest Samuel L. Jackson. Natomiast błysk w oku Tarona Egertona, urocza Sophie Cookson i zabójcza Sofia Boutella dodają tu wiele świeżości. [...] otrzymujemy na ekranie mieszkankę klasy, ekstrawagancji oraz młodzieńczej brawury”.

### Nagrody i nominacje
| Rok  | Ceremonia                            | Kategoria                                | Nominowani                                    | Rezultat  | Przypis       |
| ---- | ------------------------------------ | ---------------------------------------- | --------------------------------------------- | --------- | ------------- |
| 2015 | Teen Choice Awards                   | Ulubiony film akcji / przygodowy         | Kingsman: Tajne służby                        | Nominacja | [ 51 ]        |
| 2015 | Teen Choice Awards                   | Przełomowa rola kinowa                   | Taron Egerton                                 | Nominacja | [ 51 ]        |
| 2015 | Empire Awards                        | Najlepszy brytyjski film                 | Kingsman: Tajne służby                        | Wygrana   | [ 52 ] [ 53 ] |
| 2015 | Empire Awards                        | Najlepszy męski debiut                   | Taron Egerton                                 | Wygrana   | [ 52 ] [ 53 ] |
| 2015 | Empire Awards                        | Najlepszy thriller                       | Kingsman: Tajne służby                        | Nominacja | [ 52 ] [ 53 ] |
| 2015 | Empire Awards                        | Najlepszy żeński debiut                  | Sophie Cookson                                | Nominacja | [ 52 ] [ 53 ] |
| 2015 | Golden Schmoes Awards                | Najbardziej niedoceniony film            | Kingsman: Tajne służby                        | Wygrana   | [ 54 ]        |
| 2015 | Golden Schmoes Awards                | Najlepsza sekwencja akcji                | Kingsman: Tajne służby (walka w kościele)     | Wygrana   | [ 54 ]        |
| 2015 | Golden Schmoes Awards                | Największa niespodzianka                 | Kingsman: Tajne służby                        | Nominacja | [ 54 ]        |
| 2015 | Golden Schmoes Awards                | Przełomowy występ                        | Taron Egerton                                 | Nominacja | [ 54 ]        |
| 2015 | Golden Schmoes Awards                | Najfajniejsza postać                     | Colin Firth jako Harry Hart / Galahad         | Nominacja | [ 54 ]        |
| 2015 | Golden Schmoes Awards                | Najbardziej pamiętna scena w filmie      | Kingsman: Tajne służby (walka w kościele)     | Nominacja | [ 54 ]        |
| 2015 | Golden Schmoes Awards                | Najlepsza kwestia                        | Kingsman: Tajne służby („Manners Maketh Man”) | Nominacja | [ 54 ]        |
| 2016 | Amerykańska Gildia Kostiumologów     | Najlepsze kostiumy w filmie współczesnym | Arianne Phillips                              | Nominacja | [ 55 ]        |
| 2016 | MTV Movie Awards                     | Najlepszy czarny charakter               | Samuel L. Jackson                             | Nominacja | [ 56 ]        |
| 2016 | Saturn Awards                        | Najlepsza adaptacja komiksu              | Kingsman: Tajne służby                        | Nominacja | [ 57 ]        |
| 2016 | Saturn Awards                        | Najlepszy aktor                          | Taron Egerton                                 | Nominacja | [ 57 ]        |
| 2016 | Saturn Awards                        | Najlepszy scenariusz                     | Jane Goldman, Matthew Vaughn                  | Nominacja | [ 57 ]        |
| 2016 | Saturn Awards                        | Najlepsze kostiumy                       | Arianne Phillips                              | Nominacja | [ 57 ]        |
| 2016 | Saturn Awards                        | Najlepszy montaż                         | Eddie Hamilton, Jon Harris                    | Nominacja | [ 57 ]        |
| 2016 | Nagroda Japońskiej Akademii Filmowej | Najlepszy film zagraniczny               | Kingsman: Tajne służby                        | Nominacja | [ 58 ]        |
| 2016 | London Critics Circle Film Awards    | Brytyjski / irlandzki aktor roku         | Michael Caine                                 | Nominacja | [ 59 ]        |
| 2016 | National Film Awards                 | Najlepszy film zagraniczny               | Kingsman: Tajne służby                        | Wygrana   | [ 60 ]        |
| 2016 | National Film Awards                 | Najlepszy aktor                          | Taron Egerton                                 | Nominacja | [ 60 ]        |
| 2016 | National Film Awards                 | Najlepszy aktor                          | Colin Firth                                   | Nominacja | [ 60 ]        |
| 2016 | National Film Awards                 | Najlepszy aktor drugoplanowy             | Samuel L. Jackson                             | Wygrana   | [ 60 ]        |
| 2016 | National Film Awards                 | Najlepszy aktor drugoplanowy             | Michael Caine                                 | Nominacja | [ 60 ]        |
| 2016 | National Film Awards                 | Najlepsza aktorka drugoplanowa           | Sofia Boutella                                | Nominacja | [ 60 ]        |
| 2016 | National Film Awards                 | Najlepszy debiut                         | Taron Egerton                                 | Wygrana   | [ 60 ]        |
| 2016 | National Film Awards                 | Najlepszy przełomowy występ w filmie     | Colin Firth                                   | Nominacja | [ 60 ]        |

### Wpływ
W październiku 2019 roku przemontowana scena w kościele została pokazana podczas konferencji zwolenników prezydenta Donalda Trumpa. W klipie tym twarz Colina Firtha została zastąpiona twarzą Trumpa, który morduje ludzi, ich twarze zostały zastąpione ludźmi z mediów, krytykami i politykami opozycyjnymi. Biały Dom opublikował oświadczenie, w którym prezydent Trump potępił to nagranie i poinformował, że go nie widział.

## Kontynuacje
W czerwcu 2015 roku ujawniono, że Matthew Vaughn rozpoczął prace nad sequelem. Wcześniej Mark Millar i Vaughn poinformowali, że powstanie kontynuacji uzależnione jest od wyników finansowych Tajnych służb. Kingsman: Złoty krąg zadebiutował w 2017 roku. Vaughn ponownie zajął się reżyserią i napisał scenariusz z Jane Goldman. Colin Firth, Taron Egerton i Mark Strong powtórzyli swoje role z pierwszej części, a dołączyli do nich Halle Berry, Channing Tatum i Jeff Bridges oraz Elton John, który zagrał samego siebie i Julianne Moore jako główna antagonistka filmu, Poppy Adams. W maju 2017 roku Vaughn poinformował, że planowana jest trzecia część i że rozpoczął już z Goldman prace nad scenariuszem. Firth i Egerton mają powrócić w swoich rolach w Kingsman: The Blue Blood.
We wrześniu 2017 roku Vaughn wyjawił, że w planach jest spin-off, a w czerwcu 2018 roku, że pracuje również nad prequelem serii, którego akcja ma się rozgrywać na początku XX wieku i opowiadać o początkach Kingsman, oraz nad ośmioodcinkowym serialem. Poinformował wtedy również, że spin-off ma opowiadać o amerykańskiej agencji Statesman i ujawnił, że Berry, Tatum i Bridges powtórzą swoje role ze Złotego kręgu. Prequel, King’s Man: Pierwsza misja, po kilkukrotnym przesunięciu daty premiery wskutek pandemii COVID-19, zadebiutował w 2021 roku. Vaughn zajął się reżyserią i napisał scenariusz razem z Karlem Gajdusekiem. W rolach głównych wystąpili: Ralph Fiennes, Gemma Arterton, Rhys Ifans, Matthew Goode, Tom Hollander, Harris Dickinson, Daniel Brühl, Djimon Hounsou i Charles Dance. W grudniu 2021 roku Vaughn poinformował, że podjęto decyzję o zmianie filmu Statesman w serial telewizyjny.